# Gârdești (okręg Vaslui)
Gârdești – wieś w Rumunii, w okręgu Vaslui, w gminie Voinești. W 2011 roku liczyła 728 mieszkańców.